# Land Rover
Land Rover je britanska tvornica terenskih vozila sa sjedištem u Soilhullu osnovana 30. travnja 1948. godine. 

## Povijesni razvoj
Prvotno se ime Land Rover odnosilo na prvi model britanskog proizvođača koji je prvi put predstavljen na amsterdamskoj auto izložbi 1948. godine.
Inspiracija i temelj razvoja za prvi Land Rover koji se s određenim izmjenama prodaje i danas kao defender bilo je američko vojno vozilo Jeep. Prve serije su imale (proizvodile su se serije 1, 2, i 3, dok nije preimenovan u Defendera) aluminijsku karoseriju (zbog velikih viškova aluminija s vojnih aviona)i bile su pogonjene 4 cilindarskim dizel motorom zapremnine 2500 ccm koji je osim nafte mogao koristiti i palmino ulje.
Zbog svoje robusnosti, iznimne kvalitete i neprikosnovenih terenskih sposobnosti Land Rover Defender postao je vozilo izbora spasilačkih službi, istraživača, poljoprivrednika, vojske i policije, ukratko svih onih koji su trebali pouzdano i nezaustavljivo vozilo s niskim troškovima održavanja. 
Proizvedeno ih je 1,8 milijuna, a zapanjujuć je podatak da ih još 70% radi. Taj podatak govori još više uzme li se u obzir da su korišteni u najtežim uvjetima.
Stoga ne čudi podatak da je Land Rover defender prvo motorizirano vozilo koje su vidjeli stanovnici 60 % zemalja u razvoju.
Nakon Defendera Land Rover je 1970. izbacuje još jednog rodonačelnika nove klase automobila Range Rover, luksuzni terenac preteču današnjih SUV-ova.
Danas je Land Rover u vlasništvu Tata Motorsa.

## Aktualni modeli
- Land Rover Serija I. (1947. – 1958.)
- Land Rover Serija II. (1958. – 1971.)
- Land Rover Serija III. (1971. – 1986.)
- Land Rover Ninety, One Ten, 127 (1983. – 1990.)
- Land Rover Defender (1990. - )
- Land Rover Range Rover (1970. - )
- Land Rover Range Rover Sport (2005. - )
- Land Rover Freelander (1997. - )
- Land Rover Discovery (1989. - )
- Land Rover Range Rover Evoque (2011. - )
- Land Rover Range Rover Velar (2017. - )

## Vanjske poveznice
- Službene stranice Land Rovera (engl.)